# Anatirostrum profundorum
 Anatirostrum profundorum  es una especie de peces de la familia de los Gobiidae en el orden de los Perciformes.

## Morfología
Los machos pueden llegar a alcanzar los 3,9 cm de longitud total.

## Hábitat
Es un pez de mar y de Agua dulce, de clima templado y demersal que vive hasta los 294 m de profundidad. 

## Distribución geográfica
Se encuentra en el Azerbaiyán, Irán y Turkmenistán. 

## Observaciones
Es inofensivo para los humanos. 